# Probark
Probark [ˈprɔbark] (deutsch Neu Proberg) ist ein Dorf in der polnischen Woiwodschaft Ermland-Masuren. Es gehört zur Gmina Mrągowo (Landgemeinde Sensburg) im Powiat Mrągowski (Kreis Sensburg).

## Geographische Lage
Probark liegt am Nordufer des Probergsees (polnisch Jezioro Probarskie) in der südlichen Mitte der Woiwodschaft Ermland-Masuren, sechs Kilometer südöstlich der Kreisstadt Mrągowo (deutsch Sensburg).

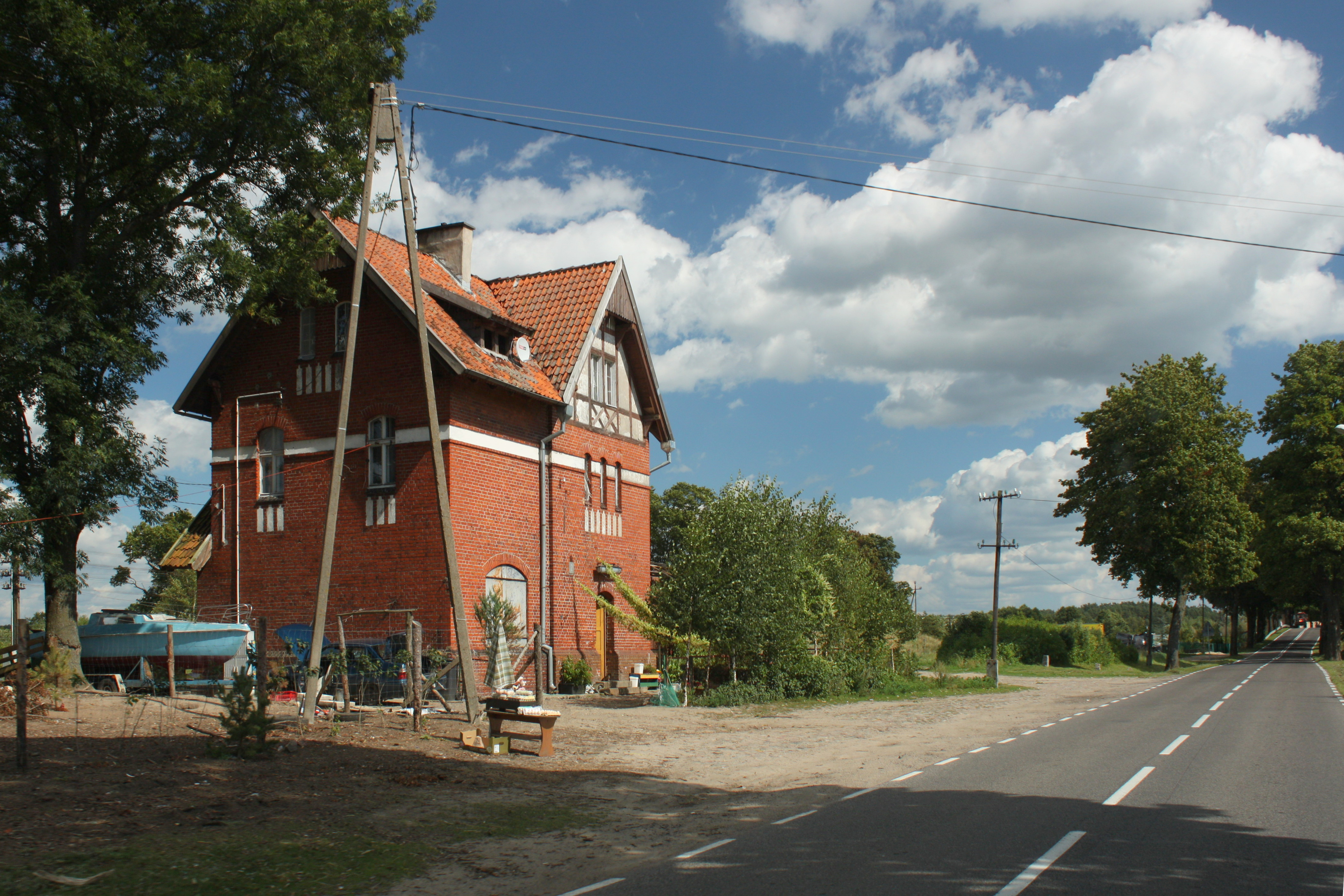
Altes Wohngebäude in Probark

## Geschichte
Das kleine Dorf Neu Proberg war bis 1945 ein Wohnplatz der Gemeinde (Alt) Proberg im Kreis Sensburg im Regierungsbezirk Gumbinnen (ab 1905: Regierungsbezirk Allenstein) in der preußischen Provinz Ostpreußen. Im Jahre 1867 wurde 185, im Jahre 1885 noch 151 und im Jahre 1905 nur noch 75 Einwohner gezählt.
Mit dem gesamten südlichen Ostpreußen wurde Neu Proberg 1945 in  Kriegsfolge an Polen überstellt und erhielt die polnische Namensform „Probark“. Das Dorf ist heute Sitz eines Schulzenamtes (polnisch Sołectwo) und somit eine Ortschaft im Verbund der Gmina Mrągowo (Landgemeinde Sensburg) im  Powiat Mrągowski (Kreis Sensburg), bis 1998 der Woiwodschaft Olsztyn, seither der Woiwodschaft Ermland-Masuren zugehörig. Im Jahre 2011 zählte Probark 185 Einwohner.

## Religion

### Evangelische Kirche
Bis 1945 war Neu Proberg in das evangelische Kirchspiel Sensburg-Land in der Kirchenprovinz Ostpreußen der Kirche der Altpreußischen Union eingepfarrt. Auch heute besteht die Beziehung zu dem jetzt St.-Trinitatis-Kirche genannten Gotteshaus in Mrągowo, jetzt der Diözese Masuren der Evangelisch-Augsburgischen Kirche in Polen zugeordnet.

### Katholische Kirche
Die St.-Adalbert-Kirche in Sensburg war vor 1945 die katholische Pfarrkirche für Neu Proberg. Sie gehörte zum damaligen Bistum Ermland. Heute ist Probark in die Pfarrgemeinde Kosewo (Kossewen, 1938 bis 1946 Rechenberg) mit der Filialgemeinde in Jakubowo (Jakobsdorf) eingegliedert, jetzt dem neugebildeten Erzbistum Ermland in der polnischen katholischen Kirche zugeordnet.

## Verkehr

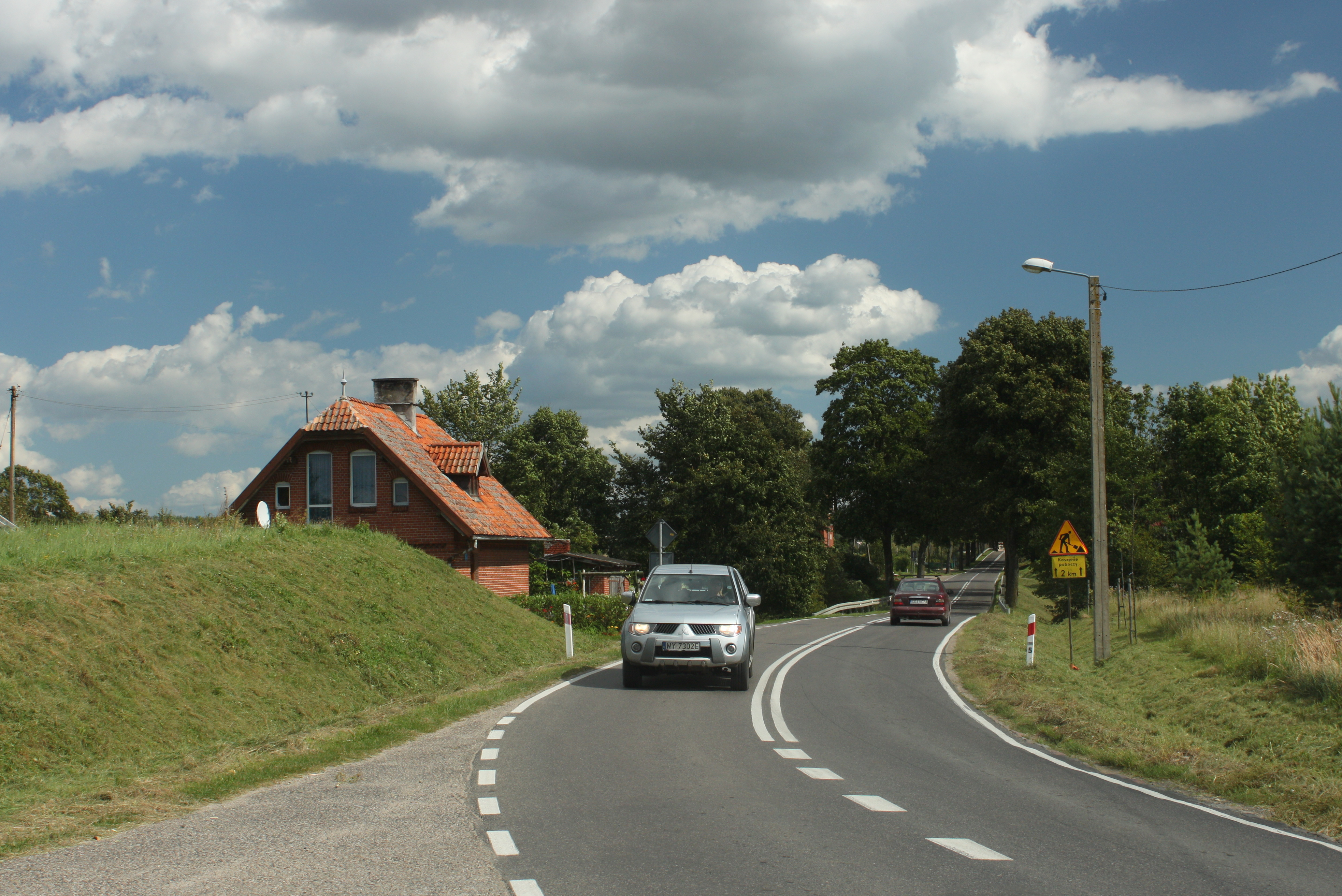
Ortsdurchfahrt Probark der Landesstraße 16 (Reichsstraße 127)

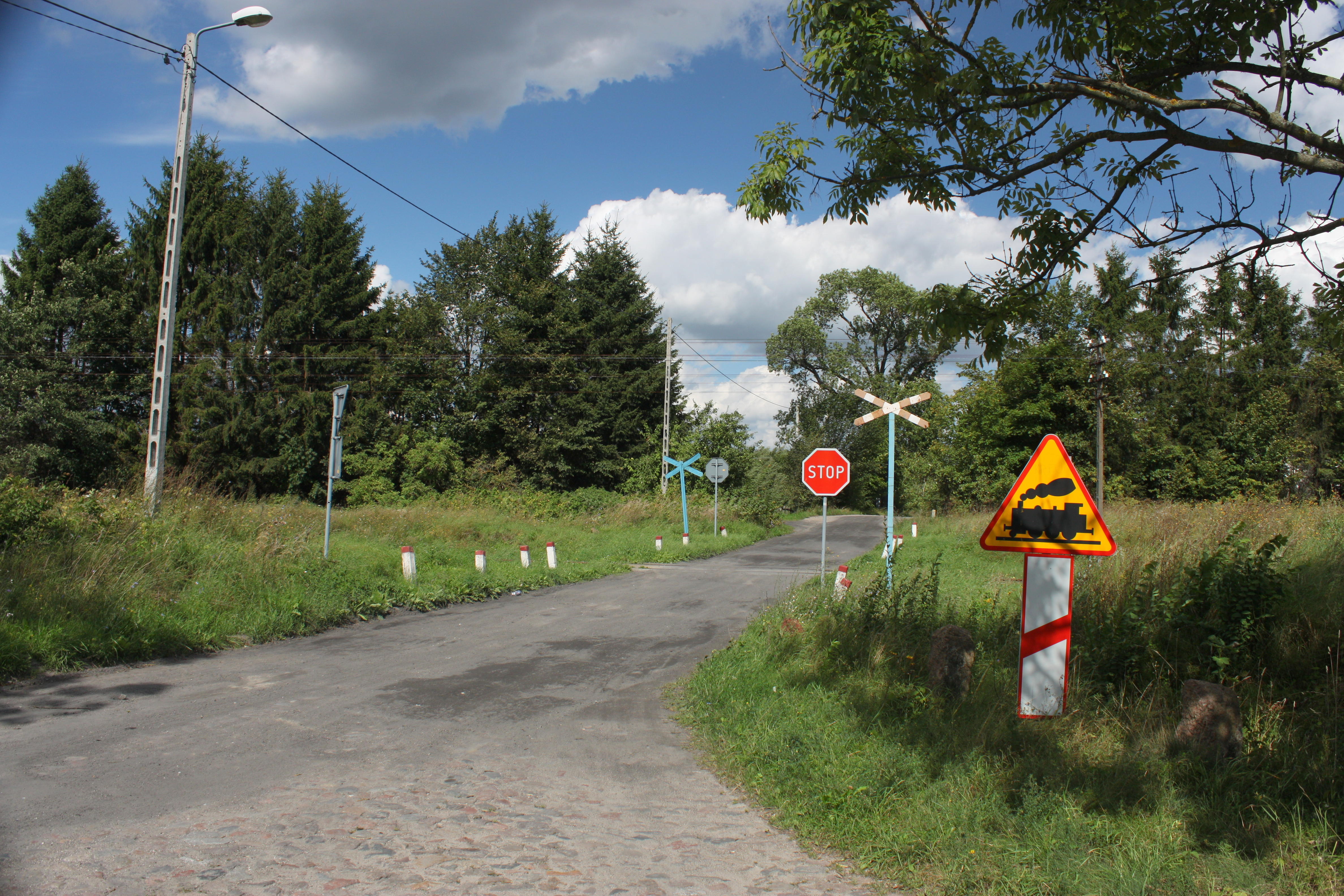
Bahnübergang in Probark

Probark liegt an der verkehrstechnisch bedeutenden Ost-West-Achse der polnischen Landesstraße 16 (frühere deutsche Reichsstraße 127), die drei Woiwodschaften miteinander verbindet und bis nach Litauen führt. Probark ist außerdem über Nebenstraßen mit den nördlich und südlich  gelegenen  Nachbarortschaften vernetzt.
Obwohl die Bahnstrecke Sensburg–Arys–Lyck durch den Ort Probark (Neu Proberg) verläuft, war schon vor 1945 der Nachbarort Kosewo (Kossewen, 1938 bis 1945 Rechenberg) die nächstgelegene Bahnstation. Diese Bahnstrecke wird heute nicht mehr befahren.